# The Cosmic Balance
The Cosmic Balance est un jeu vidéo de type wargame créé par Paul Murray et publié par Strategic Simulations dans la gamme RapidFire en 1982 sur Apple II et Atari 8-bit et en 1984 sur Commodore 64. Le jeu se déroule dans un univers de science-fiction et simule des combats entre vaisseaux spatiaux dans l'espace. Il propose d’abord différents scénarios dans lesquels le joueur contrôle un ou plusieurs vaisseaux lors d’un affrontement contre une flotte ennemie. Il intègre également un module de conception qui permet au joueur de créer son propre vaisseau spatial en prenant en compte différents paramètres dont le type d'armement et l'équipement, la taille du moteur et la place laissée à l'équipage. Le jeu est développé par Paul Murray et est au départ présenté comme la suite directe de son précédent wargame de combat spatial, Warp Factor (1981). Il fait partie des premiers titres disponibles dans la gamme RapidFire, inaugurée par Strategic Simulations en 1982 afin de toucher un public plus large qu'avec les  wargames plus sérieux et plus lent jusque-là publiés par le studio. À sa sortie, le jeu est encensé par la presse spécialisée qui met notamment en avant les améliorations apportées par rapport à son prédécesseur ainsi que son système de conception de vaisseau, souvent considéré comme un de ses points forts. Le jeu bénéficie d'une suite, baptisée The Cosmic Balance II et publiée par Strategic Simulations en 1983 sur Apple II et Atari 8-bit. Contrairement à son prédécesseur, elle propose une simulation à l’échelle stratégique d’un conflit spatiale dans laquelle les joueurs découvrent et colonisent des planètes, établissent des routes commerciales, gèrent le ravitaillement, la construction des vaisseaux et la recherche, et commande leurs vaisseaux au cours de différentes missions.

## Système de jeu
The Cosmic Balance est un wargame qui simule des combats tactiques dans l'espace entre vaisseaux spatiaux. Il se divise en deux phases. La phase de conception permet au joueur de créer son propre vaisseau spatial en prenant en compte différents paramètres dont le type d'armement et l'équipement, la taille du moteur et la place laissée à l'équipage. La phase de combat propose différents scénarios dans lesquels le joueur contrôle un ou plusieurs vaisseaux dans un affrontement contre une flotte ennemie.

### Scénarios
Le jeu propose quatre niveaux de difficulté pour les parties contre l’ordinateur, du niveau 4 (le plus facile) au niveau 1 (le plus difficile). Il propose enfin six scénarios différents dont cinq peuvent être configurés afin de changer les vaisseaux dont disposent chaque camp. Le premier scénario, Deepspace Encounter, est le seul scénario ou les vaisseaux de chaque camp sont prédéfinis et ne peuvent être modifiés. Dans celui-ci, l’Enterprise affronte un vaisseau d’extraterrestres, dont l’objectif est d’anéantir l’humanité, lors d’une mission d’exploration. Les scénarios suivants, Planetary Raid, Commerce Raider et Invasion, simule respectivement la destruction d’une planète, l’attaque d’un convoi et l’invasion puis la conquête d’une autre planète. Dans les deux premiers, une limite de dix tours de jeu est imposée au joueur pour réussir la mission. Le cinquième scénario, Dogfight, voit s’affronter deux flottes, composées d’un à quatre vaisseaux, et le dernier, Ambush, simule le même type d’affrontement à la différence près que les vaisseaux contrôlés par l’ordinateur sont sélectionnés de manière aléatoire parmi dix cuirassé prédéfinis.

### Phase de conception
Dans le programme de création de vaisseaux, le Shipyard, le joueur peut dans un premier temps sélectionner la taille et le niveau de technologie du vaisseau. Le jeu propose en effet six niveaux de technologie destiné à faire varier l’impact de la guerre électronique sur les combats ou à créer un déséquilibre entre une flotte de vaisseau sophistiqué et une flotte plus primitive. Un vaisseau disposant d’un niveau 6 de technologique peut ainsi vaincre deux ou trois vaisseaux équivalent mais n’un niveau technologique inférieur. Dans un deuxième temps, il peut visualiser à l’écran l’espace disponible dans le vaisseau et sélectionner les armes et les équipements auxiliaires dont il souhaite équiper son vaisseau. Parmi les armes disponibles se trouve notamment un escadron de chasseurs qui peuvent être déployés lors d’un combat afin d’attaquer l’ennemis jusqu’à ce qu’ils soient détruit. Parmi les autres équipements se trouve également les drones, le rayon tracteur, les boucliers, l’escouade de Marines et leur transporteur, les satellites de défense ainsi qu’une grand variété d’armes. Chaque arme et équipement prend une certaine place dans le vaisseau et le joueur ne peut pas dépasser le volume maximale alloué pour celui-ci. Outre la puissance des armes et des boucliers, le joueur peut également définir la taille du moteur du vaisseau, ainsi que la place laissé disponible pour l'équipage. Le bonheur de l'équipage est en effet un paramètre important dans le jeu et plus ils ont de place, plus les membres de l'équipage sont efficaces et plus le vaisseau est donc performant,. 

### Phase de combat
Après la phase de construction, le joueur peut affronter d'autres vaisseaux en duel. Lors des combats, il peut gérer l'allocation d'énergie aux différents systèmes de bord afin de manœuvrer, de tirer, de recharger son bouclier ou de lancer des missiles. Après avoir donné leurs instructions, les joueurs observent le combat sans pouvoir intervenir.

## Développement et publication
The Cosmic Balance est développé par Paul Murray et est au départ présenté comme la suite directe de son précédent titre — Warp Factor — un wargames de science-fiction publié en février 1981 avec lequel il partage de nombreux mécanismes de jeu. Comme son prédécesseur, The Cosmic Balance est publié par Strategic Simulations en juillet 1982 sur Apple II, puis à la fin de l'année sur Atari 8-bit. Le jeu est également porté sur Commodore 64 début 1984. Avec Cytron Masters, Galactic Gladiators et S.E.U.I.S., il fait partie des premiers titres disponibles dans la gamme RapidFire, inaugurée par Strategic Simulations en 1982 avec pour objectif de toucher un public plus large qu'avec les  wargames plus sérieux et plus lent jusque-là publiés par le studio,.

## Accueil
Pour David Long du magazine Computer Gaming World, The Cosmic Balance est bien plus qu’une simple suite de Warp Factor. Il juge en effet qu’il corrige le principal défaut de son prédécesseur, l’absence de graphismes animés, en permettant au joueur de visualiser le mouvement de ses vaisseaux et leurs échanges de tirs avec l’ennemi. Il ajoute qu’il introduit en plus une phase de conception de vaisseau « extrêmement flexible » et salue le niveau de détail offert par son nouveau système d’affichage du statu des vaisseaux. Ces nouveautés en font d’après lui un jeu « totalement nouveau » avec une saveur et un style propre. Il note en effet qu’il est « rapide » et se joue « sans difficulté », ce qui peut selon lui encourager les fans de jeu d'arcade à s’essayer à un jeu de stratégie, et conclut que son système de construction de vaisseau, ses options et ses nombreux scénarios en font un jeu qui reste intéressant sur le long terme. Dans Computer Gaming World également, le journaliste Floyd Mathews juge que The Cosmic Balance est peut-être le « meilleur wargame tactique de combat spatial » disponible à l’époque. D’après lui, le jeu possède en effet de nombreuses qualité dont ses graphismes, sa vitesse, son atmosphère rappelant Star Trek, ses systèmes de conception de vaisseau et de combat, sa variété d’armes et d’équipement et son intelligence artificielle qui constitue un adversaire à la hauteur dans les parties contre l’ordinateur. Le journaliste du magazine Softalk explique également que The Cosmic Balance constitue une avancée par rapport à Warp Factor. En effet, s’il considère ce dernier comme un des meilleurs jeux de combat spatial disponible sur Apple II, il explique qu’il est desservi par sa « terrible lenteur » et note que, faisant partie de la gamme RapidFire, le nouveau jeu de Paul Murray est bien plus rapide. Outre cette amélioration, il met principalement en avant son système de conception de vaisseau qu’il estime simple à utiliser et qui offre selon lui la possibilité de créer des vaisseaux spécialisés dans une tâche précise. Plus globalement, il explique que comme son prédécesseur, il ne respecte pas à la lettre les lois de la physique, ce qui peut d’après lui déplaire à certains fanatiques du genre mais qui n’empêchera pas la plupart des joueurs de le trouver amusant. Chris Smith, du magazine The Space Gamer met lui aussi en avant son système de conception de vaisseau, qu’il considère comme le point fort du jeu et celui qui le différencie des autres jeux de combat spatial. Il juge ce système plus complexe que celui des combats mais estime qu’il est « facile à utiliser » et qu’avec de la patience et de l’entraînement, il devient simple de concevoir des vaisseaux performants. Il juge en revanche que son système de combat n’a rien d’original et le décrit comme un simple banc d’essai pour les vaisseaux ainsi créés.
Dans un dossier consacré aux wargames publié en 1984, le magazine Tilt attribue un score de cinq sur six à The Cosmic Balance et à sa suite.

## Postérité
Le jeu a bénéficié d'une suite, intitulée The Cosmic Balance II, également développé par Paul Murray et publié par Strategic Simulations dans la gamme RapidFire en 1983. Cette suite se déroule dans le même univers de science-fiction que The Cosmic Balance mais s’en distingue par l’échelle du conflit qu’il retrace. En effet, si  son prédécesseur simule des combats tactiques entre des vaisseaux spatiaux, ce deuxième opus se déroule à une échelle stratégique où les joueurs découvrent et colonisent des planètes, établissent des routes commerciales, gèrent le ravitaillement, la construction des vaisseaux et la recherche, et commande leurs vaisseaux dans différentes missions.